# Luís Vouzela
Luís Miguel Silva Tavares (Vouzela, 10 marzo 1974) è un ex calciatore portoghese, di ruolo centrocampista.

## Carriera

### Club
Ha giocato nella massima serie dei campionati portoghese e cipriota.